# بيت بن عراش

تعديل مصدري - تعديل

بيت بن عراش هي إحدى قرى عزلة القارة بمديرية رصد التابعة لمحافظة أبين، بلغ تعداد سكانها 131 نسمة حسب تعداد اليمن لعام 2004.